# Ariel Rotter
Ariel Rotter (Buenos Aires, 1973) és un productor, guionista i director de cinema argentí. A més, ha treballat com a tècnic de llums, assistent de càmara i director de fotografia en anuncis comercials i vídeos musicals. Va estudiar direcció, art, teatre i fotografia a la Universitat del Cinema de Buenos Aires entre els anys 1992 i 1996.

## Filmografia
- 2023 — Un pájaro azul
- 2015 — La luz incidente
- 2007 — El otro
- 2001 — Sólo por hoy

## Premis
- Festival de Cinema de Bogotà: Cercld precolombí de plata; per Sólo por hoy; 2001.
- Festival Internacional de Cinema de Friburg: E-Changer Award - Menció especial; per Sólo por hoy; 2001.
- Festival de Cinema Llatinoamericà de Tolosa de Llenguadoc: Premi de l'Audiència; per Sólo por hoy; 2001.
- 57è Festival Internacional de Cinema de Berlín: Ós de Plata, Grand Prix; 2007.[3]
- XIV Mostra de Cinema Llatinoamericà de Lleida: Premi al millor actor i al millor director per El otro.[4]
- Festival de Cinema Llatinoamericà de Biarritz: Premi del Jurat i al millor actor per Un pájaro azul.[5]